# Plectris alternata
Plectris alternata är en skalbaggsart som beskrevs av Frey 1967. Plectris alternata ingår i släktet Plectris och familjen Melolonthidae. Inga underarter finns listade i Catalogue of Life.